# Jacek Góralski
Jacek Góralski (Bydgoszcz, 21 de septiembre de 1992) es un futbolista polaco que juega en la demarcación de centrocampista para el Wieczysta Kraków de la I Liga de Polonia.

## Selección nacional
Hizo su debut con la selección de fútbol de Polonia el 14 de noviembre de 2016 en un encuentro amistoso contra Eslovenia que finalizó con un resultado de empate a uno tras los goles de Miha Mevlja para Eslovenia, y de Łukasz Teodorczyk para Polonia. El 4 de junio, el seleccionador Adam Nawałka le convocó para disputar la Copa Mundial de Fútbol de 2018.

## Clubes
| Club                        | País       | Año       | Partidos | Goles |
| --------------------------- | ---------- | --------- | -------- | ----- |
| Zawisza Bydgoszcz           | Polonia    | 2010      | 0        | 0     |
| Victoria Koronowo           | Polonia    | 2011      | 13       | 0     |
| Błękitni Gąbin              | Polonia    | 2011      | 1        | 0     |
| Wisła Płock                 | Polonia    | 2011-2015 | 110      | 5     |
| Jagiellonia Białystok       | Polonia    | 2015-2017 | 65       | 3     |
| P. F. C. Ludogorets Razgrad | Bulgaria   | 2017-2020 | 93       | 0     |
| F. C. Kairat Almaty         | Kazajistán | 2020-2022 | 37       | 0     |
| VfL Bochum                  | Alemania   | 2022-2023 | 4        | 0     |
| Wieczysta Kraków            | Polonia    | 2023-     | 53       | 1     |

## Palmarés

### Campeonatos nacionales
| Título                     | Club                        | País       | Año  |
| -------------------------- | --------------------------- | ---------- | ---- |
| Primera Liga de Bulgaria   | P. F. C. Ludogorets Razgrad | Bulgaria   | 2018 |
| Supercopa de Bulgaria      | P. F. C. Ludogorets Razgrad | Bulgaria   | 2018 |
| Primera Liga de Bulgaria   | P. F. C. Ludogorets Razgrad | Bulgaria   | 2019 |
| Supercopa de Bulgaria      | P. F. C. Ludogorets Razgrad | Bulgaria   | 2019 |
| Liga Premier de Kazajistán | F. C. Kairat Almaty         | Kazajistán | 2020 |
| Copa de Kazajistán         | F. C. Kairat Almaty         | Kazajistán | 2021 |